# 숨겨진 거짓말
《숨겨진 거짓말》(타갈로그어: Anak ni Waray vs. Anak ni Biday 아낙 니 와라이 vs. 아낙 니 비다이→와리이의 딸 대 비다이의 딸)는 2020년 방영된 필리핀의 드라마이다.